# James McCudden
James Thomas Byford McCudden, britanski častnik, vojaški pilot in letalski as * 28. marec 1895, Gillingham, Kent, Anglija † 9. julij 1918, Marquise, Francija.
McCudden je bil najbolj odlikovani britanski vojaški pilot prve svetovne vojne, ki je do svoje smrti dosegel 57 zmag. Po koncu 1. SV je bil za Mickom Mannockom (61) drugi po številu zmag in pred Georgeom McElroyem s 47 zmagami.
Bil je zelo dober prijatelj in tudi učitelj letenja Micka Mannocka in Georgea McElroya. Tudi z Albertom Ballom ju je vezalo prijateljstvo.
Jimmy McCudden, Mick Mannock, George McElroy in Taffy Jones (Ira je bil Valežan), so bili keltska "štiriperesna deteljica" ("Shamrock"). Veliko so se družili v "prostem času".
Ubil se je povsem po nepotrebnem, niti ne v boju, po rutinskem vzletu mu je odpovedal motor njegovega letala. Njegova smrt je izredno potrla njegova dobra prijatelja Mannocka in McElroya. Pokopan je na britanskem vojnem pokopališču 1. SV pri Beauvoir-Wavansu pri Amiensu.
McCudden, Mannock in McElroy so vsi umrli julija leta 1918, vendar nobenega od njih niso sestrelili nemški piloti v zračnem boju. McCudden je umrl zaradi poškodb po padcu letala po vzletu, Mannock in McElroy pa sta bila sestreljena s tal.
Te tri ase je v 2. SV več kot dostojno nasledil še en Irec, Brendan Finucane.
Trije bratje Jimmya McCuddena so bili vsi piloti. Willy (William Thomas James) se je 1. maja 1915 ubil med trenažo mladega pilota, Jack (John Anthony) je padel v boju 18. marca 1918. Najmlajši Maurice Vincent zaradi mladosti ni sodeloval v 1. SV, umrl je leta 1934 zaradi bolezni.